# 월남난민보호소
월남난민보호소 또는 베트남난민보호소는 1975년 4월 30일 베트남 공화국이 패망한 이후부터 베트남을 탈출한 베트남 남부출신 난민들을 보호하기 위해 대한민국 부산직할시에 설치되었던 난민보호소이다. 보호소에 남아있던 150여명의 잔류 난민의 이민을 뉴질랜드 정부가 수락하면서 1993년 1월 29일 난민환송식과 현판 하강식을 끝으로 문을 닫았다.

## 역사와 배경

### 베트남 공화국의 패망 (1975년)
1975년, 베트남 공화국은 베트남 북부의 베트남 민주 공화국과 남베트남 민족해방전선에 의하여 멸망해가고 있었다. 같은 해 4월 30일 사이공 함락이 일어나기 전까지 당시 베트남 남부에 주둔하고 있던 한국군은 철수를 진행했다. 주월 한국군은 베트남에서 철수하면서 동시에 당시 베트남에서 탈출하기를 원했던 1,335명의 난민을 구조하여 한국으로 데리고 왔다. 이들 난민을 임시적으로 보호하기 위한 난민보호소가 부산직할시에 최초로 건립되었다. 1,335명의 난민 중 500여명이 이후 대한민국에 정착하기로 결정하고 나머지는 미국, 네덜란드, 프랑스 등 제3국으로 이민하게 되어 이후 이 난민보호소는 폐쇄되었다.

### 1977년 ~ 1992년
1977년 무렵부터 전세계적으로 베트남 출신 해상난민인 보트피플이 폭증하기 시작하고, 이들이 대한민국으로 또한 유입되기 시작했다. 같은 해 9월, 한국 정부와 부산적십자사는 유엔의 지원 약속을 받고 부산직할시 해운대구 재송동 1008번지 2,000m2 규모의 "월남난민보호소"를 건립하였다. 초기에 이 보호소에는 정치망명을 목적의 난민들이 주로 유입되었으나, 1980년대 이후부터는 베트남의 경제가 악화되면서 경제난민이 주로 유입되었다. 난민보호소는 77년부터 93년 폐소까지 총 1,232명의 베트남 난민을 수용했다.

### 난민보호소 폐소
1992년 대한민국 정부는 통일된 베트남 정부와 공식적으로 수교하면서 난민 문제를 논의하기 시작했다. 하지만 난민 처리에 대한 문제는 쉽게 합의되지 못했으나 당시 미국인 사업가인 존 매너 부부의 노력으로 뉴질랜드 정부는 당시 보호소에 잔류한 난민 150여명의 이민을 수락하였다. 난민 보호소는 1993년 2월 5일과 8일 난민 150여명이 뉴질랜드로 이민을 떠나는것으로 난민보호소는 폐쇄되었다. 한국의 난민보호소는 18년간 총 3,000여명의 베트남 난민을 수용하고 보호했다.

## 같이 보기
- 사이공 함락
- 보트피플
- 베트남 공화국
- 베트남 전쟁